# McMafia
McMafia è una serie televisiva britannica-statunitense creata da Hossein Amini e James Watkins e basata sul romanzo McMafia. Droga, armi, essere umani: viaggio attraverso il nuovo crimine organizzato globale di Misha Glenny, pubblicato nel 2008.
La serie, diretta da Watkins ed interpretata da James Norton, David Strathairn, Aleksey Serebryakov, Maria Shukshina, Juliet Rylance e Caio Blat, racconta di un giovane finanziere londinese, figlio di esiliati legati alla mafia russa, che cerca di sfuggire ai legami criminali della sua famiglia, ma viene coinvolto suo malgrado nel mondo del crimine organizzato.

## Trama
Alex Godman, cresciuto in Gran Bretagna, figlio di russi in esilio, lotta per vivere una vita onesta libera dalle relazioni mafiose dei suoi genitori. Oltre ai russi, Alex deve affrontare figure oscure del mondo della criminalità organizzata, compresi i cartelli della droga messicani, i signori della droga pakistani e i contrabbandieri dei Balcani.

## Episodi
| Stagione       | Episodi | Prima TV originale | Pubblicazione Italia |
| -------------- | ------- | ------------------ | -------------------- |
| Prima stagione | 8       | 2018               | 2018                 |

## Personaggi e interpreti
- Alex Godman, interpretato da James Norton, doppiato da Gianfranco Miranda.
- Semiyon Kleiman, interpretato da David Strathairn, doppiato da Roberto Chevalier.
- Dimitri Godman, interpretato da Aleksej Serebrjakov, doppiato da Antonio Palumbo.
- Oksana Godman, interpretata da Maria Shukshina, doppiata da Anna Cesareni.
- Vadim Kalyagin, interpretato da Merab Ninidze, doppiato da Stefano Benassi.
- Rebecca Harper, interpretata da Juliet Rylance, doppiata da Stella Musy.
- Joseph, interpretato da Oshri Cohen, doppiato da Marco Vivio.
- Tanya, interpretata da Yuval Scharf, doppiata da Francesca Manicone.
- Karin, interpretata da Kemi-Bo Jacobs, doppiata da Benedetta Degli Innocenti.
- Karel Benes, interpretato da Karel Roden.
- Katya Godman, interpretata da Faye Marsay, doppiata da Chiara Oliviero.
- Dilly Mahmood, interpretato da Nawazuddin Siddiqui, doppiato da Nanni Baldini.
- Antonio Méndez, interpretato da Caio Blat, doppiato da Andrea Lavagnino.
- Femi, interpretato da Clifford Samuel, doppiato da Simone Crisari.
- Maša, interpretata da Marija Maškova, doppiata da Gemma Donati.
- Sydney Bloom, interpretato da Tim Ahern, doppiato da Gino La Monica.
- Boris Godman, interpretato da David Dencik, doppiato da Alessandro Quarta.

## Produzione
McMafia è stato ispirato dal libro McMafia. Droga, armi, essere umani: viaggio attraverso il nuovo crimine organizzato globale di Misha Glenny del 2008. La serie ha preso alcune storie dal libro di Glenny, che documenta varie organizzazioni mafiose che prosperano in tutto il mondo oggi. La serie è stata creata da Hossein Amini e James Watkins ed è una coproduzione della BBC, AMC e Cuba Pictures, in collaborazione con Twickenham Studios.
Programmata originariamente per essere una miniserie, il 2 maggio 2018, BBC One rinnova la serie per una seconda stagione. La seconda stagione, però, non è mai stata realizzata.

### Casting
La BBC ha annunciato la serie nell'ottobre 2015. Nell'aprile 2016 è stato annunciato che James Norton era stato scelto per il ruolo principale di Alex Godman e che il co-creatore Watkins avrebbe diretto tutti gli otto episodi. Il casting aggiuntivo, tra cui Maria Shukshina e Aleksey Serebryakov come i genitori di Alex e David Strathairn nel ruolo di un losco uomo d'affari israeliano, è stato annunciato a novembre 2016. Oltre a Amini e Watkins, David Farr, Peter Harness e Laurence Coriat hanno co-sceneggiato la serie.

### Riprese
Le location delle riprese includevano: Londra, Croazia, Qatar, Mumbai, Praga, Il Cairo, Belgrado, Belize, Istanbul, Mosca e Tel Aviv. Il budget era di diversi milioni di sterline per episodio.

## Distribuzione
La prima stagione composta da 8 episodi è andata in onda nel Regno Unito su BBC One dal 1º gennaio all'11 febbraio 2018. Negli Stati Uniti D'America la serie va in onda su AMC dal 26 febbraio 2018, mentre in Italia è stata pubblicata su Prime Video il 2 gennaio 2018.